# Municipio de Ashton (Iowa)
El municipio de Ashton (en inglés: Ashton Township) es un municipio ubicado en el condado de Monona en el estado estadounidense de Iowa. En el año 2010 tenía una población de 550 habitantes y una densidad poblacional de 5,05 personas por km².

## Geografía
El municipio de Ashton se encuentra ubicado en las coordenadas 42°5′20″N 96°5′25″O / 42.08889, -96.09028. Según la Oficina del Censo de los Estados Unidos, el municipio tiene una superficie total de 108.91 km², de la cual 108,82 km² corresponden a tierra firme y (0,09 %) 0,09 km² es agua.

## Demografía
Según el censo de 2010, había 550 personas residiendo en el municipio de Ashton. La densidad de población era de 5,05 hab./km². De los 550 habitantes, el municipio de Ashton estaba compuesto por el 97,45 % blancos, el 1,09 % eran amerindios, el 0,18 % eran asiáticos, el 0,55 % eran de otras razas y el 0,73 % eran de una mezcla de razas. Del total de la población el 1,82 % eran hispanos o latinos de cualquier raza.